# Quena

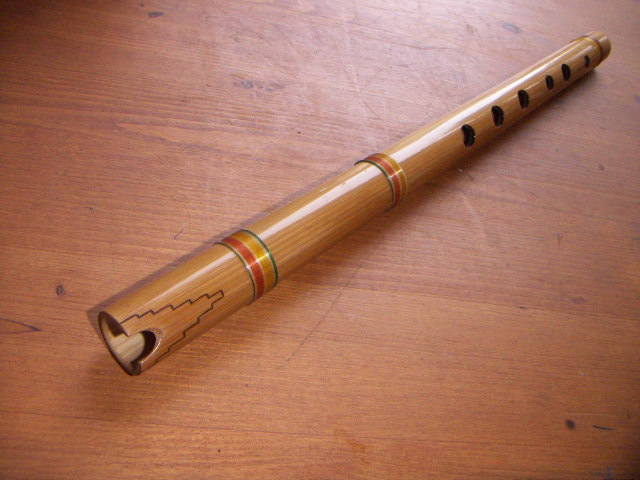
Quena z Argentyny

Quena (kena) – dęty, drewniany instrument muzyczny, pochodzący z Peru. Prawdopodobnie najstarszy istniejący na świecie rodzaj fletu, niegdyś sporządzany z kości lam. Używany przez Inków.
Pierwotnie o skali pentatonicznej, obecnie zgodny ze skalą międzynarodową, o zakresie trzech oktaw.
Nazwa instrumentu wywodzi się z języka Aymara, w którym quena-quena oznacza dosł. "coś bardzo podziurawionego".
Instrument zbudowany jest z grubego, dorosłego pędu bambusa o średnicy ok. 2 cm i długości od 25 cm do 1 m (bez kolanek łączących) z wydrążonymi otworami średnicy ok. 1 cm (zazwyczaj 7 otworów) i nacięciem w formie małego dzióbka na ustnik. Najstarsze instrumenty konstruowano też z kości ludzi lub zwierząt, z gliny, wydrążonych cukinii lub nawet złota lub srebra, a dziś popularnymi materiałami są też różne gatunki drewna, kości ptaków, metal, plastik, włókno szklane.
Instrumenty pochodne: Quenacho - basowa Quena, Quenilla - sopranowa Quena.